# Франьо Кукулєвич
Франьо Кукулєвич (сербохорв. Franjo Kukuljević, вимовляється [frǎːɲo kukǔːʎeʋitɕ]; 7 листопада 1909 — 8 листопада 2002) — колишній югославський тенісист.
Найвищим досягненням на турнірах Великого шолома був фінал в змішаному парному розряді.
Завершив кар'єру 1948 року.

## Фінали турнірів Великого шолома

### Мікст: 1 (0–1)
| Результат | Рік  | Турнір            | Партнер      | Суперник у фіналі         | Рахунок у фіналі |
| --------- | ---- | ----------------- | ------------ | ------------------------- | ---------------- |
| Поразка   | 1939 | Чемпіонат Франції | Сімонн Матьє | Сара Палфрі-Кук Елвуд Кук | 6–4, 1–6, 5–7    |